# The Road to Hell: Part 2
The Road to Hell: Part 2 – studyjny album Chrisa Rei, wydany w 1999 roku.

## Lista utworów
1. "Can't Get Through" – 8:17
2. "Good Morning" – 5:23
3. "E" – 6:06
4. "Last Open Road" – 3:46
5. "Coming off the Ropes" – 5:44
6. "Evil No. 2" – 5:34
7. "Keep on Dancing" – 4:23
8. "Marvin" – 5:04
9. "Firefly" – 4:42
10. "I'm in My Car" – 4:39
11. "New Times Square" – 4:46
12. "The Way You Look Tonight" – 5:12
13. "Be My Friend" – 4:57
14. "Driving Home for Christmas" – 4:00